# Spitzlicht

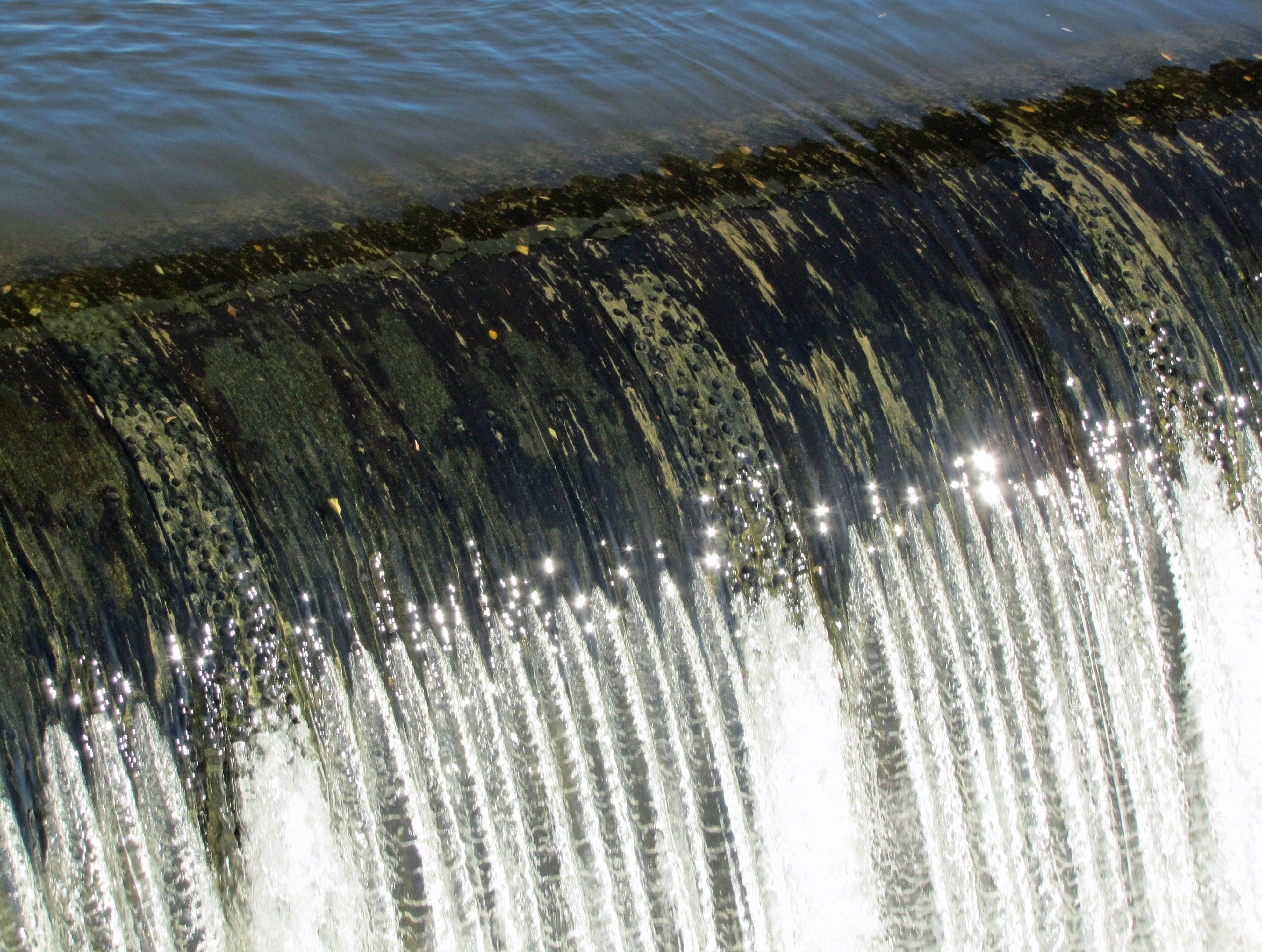
Spitzlichter auf fließendem Wasser

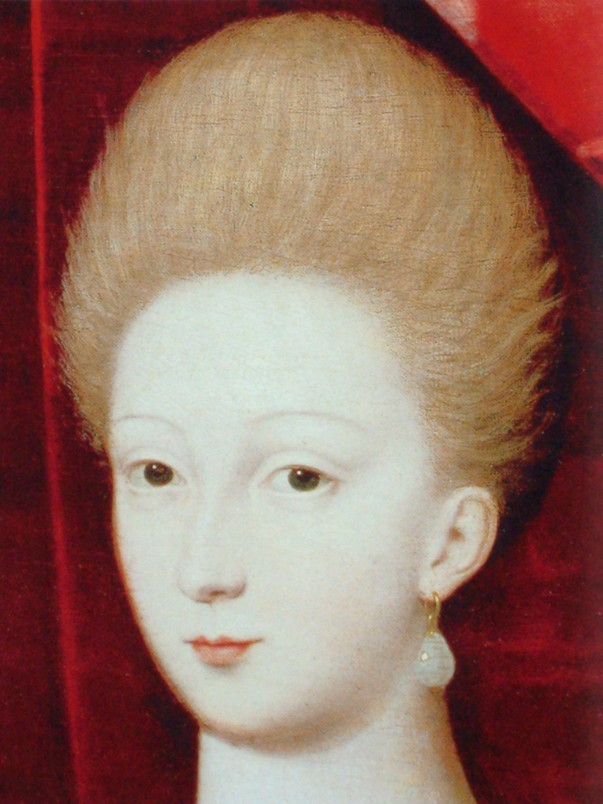
Spitzlichter in den Augen und am Ohrring

Spitzlicht, auch Schlaglicht (kurz Lichter, französisch Coup de jour) in der Malerei bezeichnet die aufgesetzten helleren Farbaufträge für Lichtreflexe und optische Hervorhebungen an einzelnen Stellen des Motivs.
Der Begriff wurde später von der Fotografie übernommen und bezeichnet helle, signifikante Punkte im Motiv, die durch Reflexionen heller Lichtquellen, z. B. der Sonne, entstehen.
Spitzlichter entstehen zum Beispiel auf bewegten Wasseroberflächen oder sonstigen unebenen, reflektierenden Gegenständen. Ein Spitzlicht kann auch durch ein von hinten gerichtetes Licht am Rand des Hauptmotivs gebildet werden. Eine derartige Lichtquelle wird in der Lichtführung als Kante oder Haarlicht bezeichnet.
Spitzlichter beleben bei der Porträtfotografie den Gesichtsausdruck. Die Augen erhalten ein Strahlen, wenn sich Lampen oder Fenster als kleine Lichtpunkte in ihnen spiegeln. Dabei sollte das Spitzlicht seitlich der Pupillen angeordnet sein. Das Beispiel rechts zeigt ein Gemälde, bei dem Spitzlichter den Gesichtsausdruck der dargestellten Frau verstärken.